# 正阳桥坊

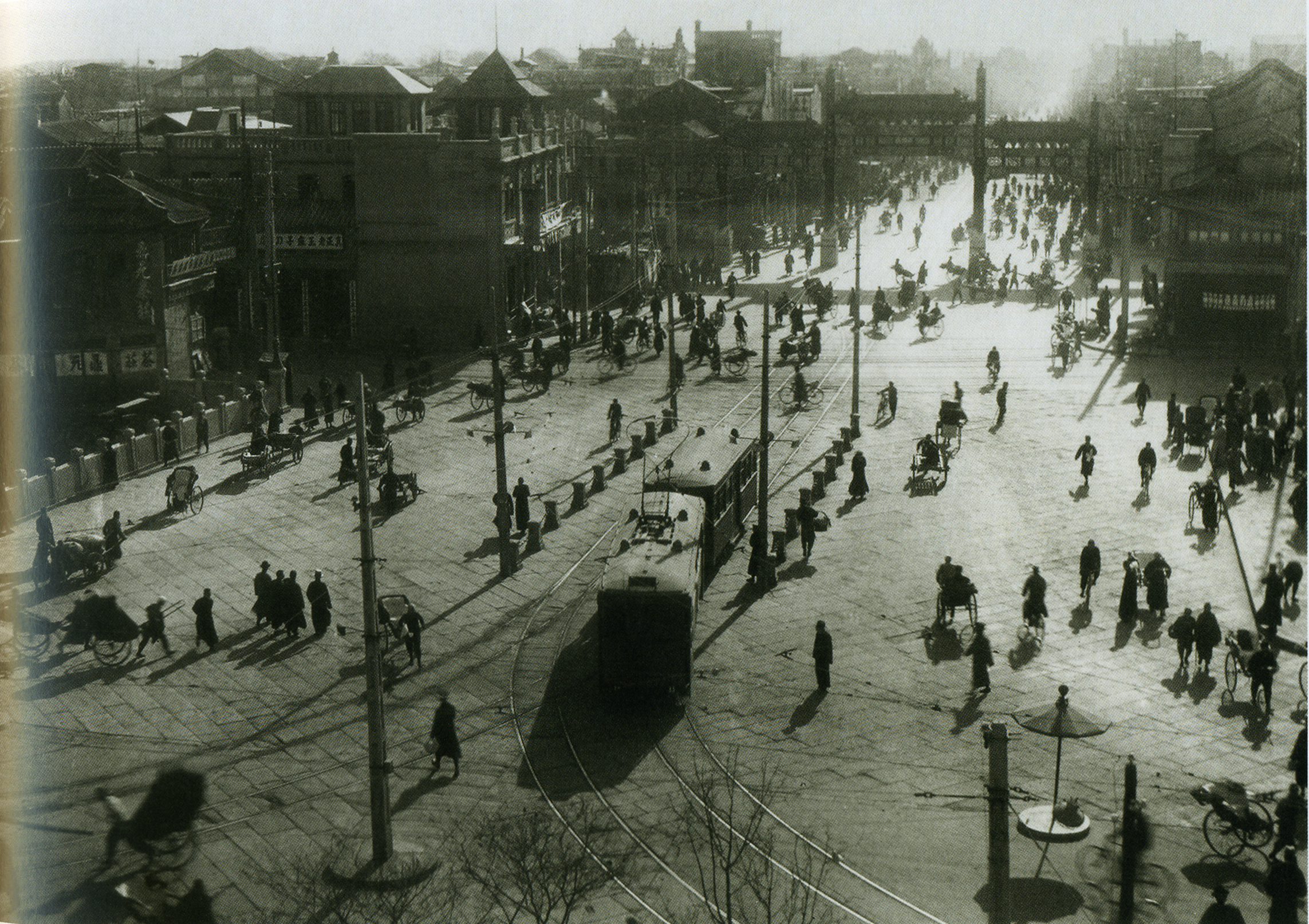
1930年代的前门大街，可见正阳桥坊

正阳桥坊 俗称五牌楼，位于北京市前门大街。该牌楼位于正阳桥南，额题“正阳桥”，因其面阔五间，故俗称“五牌楼”。它是国门礼仪组群和北京中轴线上重要的组成部分，正阳桥坊是一座“五间、六柱、五楼”的柱出头式木牌楼，享有“国门牌楼”的美誉。

## 历史

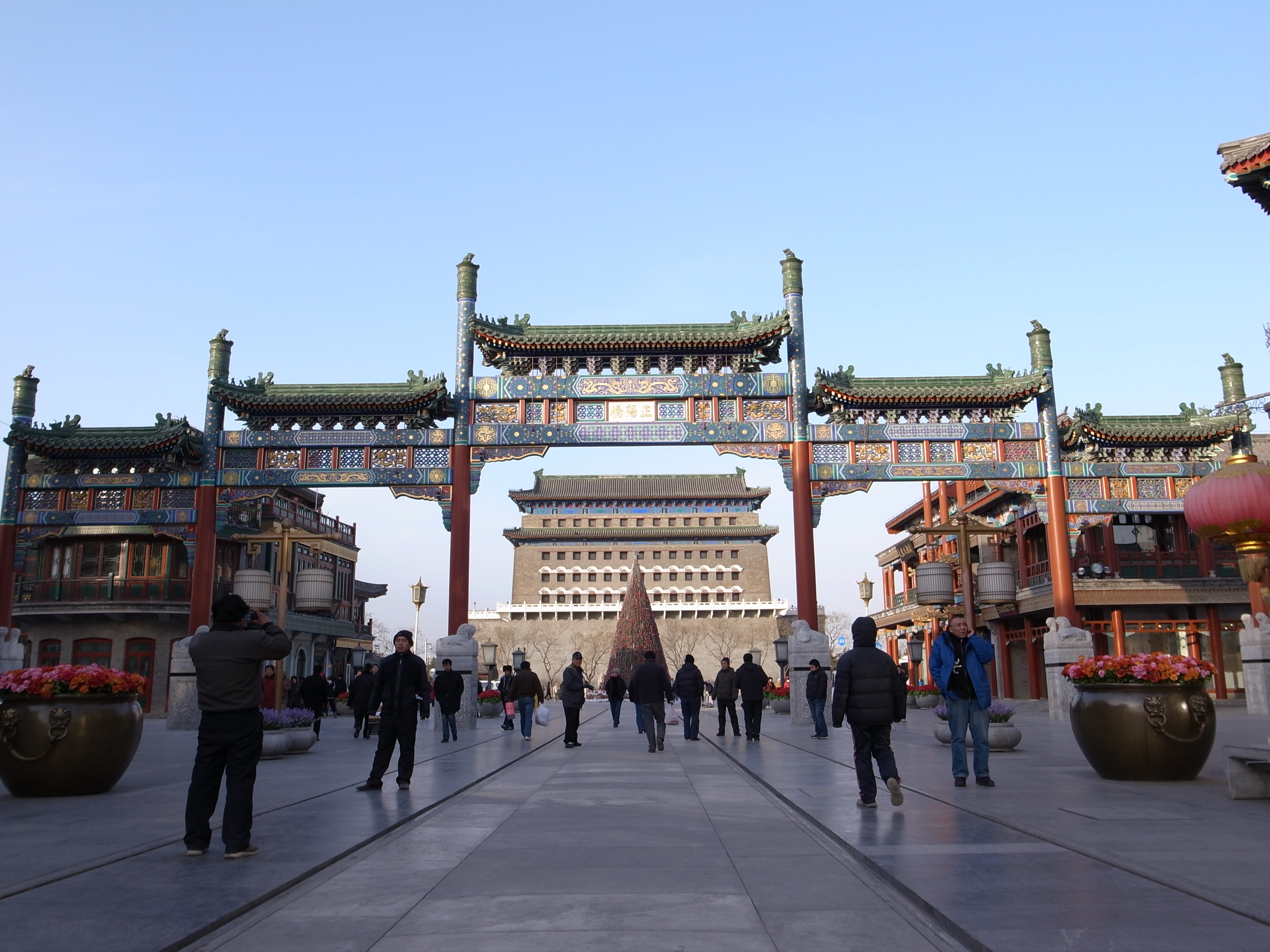
复建的正阳桥坊

1955年，原正阳桥坊被拆除。
2007年，在原址重建了正阳桥坊。